# Godefroi al II-lea de Leuven
Godefroi al II-lea (n. cca. 1110 – d. 13 iunie 1142) a fost conte de Louvain, landgraf de Brabant începând din 23 ianuarie 1139.
Godefroi era fiul contelui Godefroi I de Leuven cu Ida de Chiny. De asemenea, el a moștenit de la tatăl său și titlul de duce de Lotharingia (sub numele de Godefroi al VII-lea), ca și pe cel de margraf de Anvers, unde a fost numit în 1139, după moartea lui Waleran de Lotharingia.
El a fost pentru prima dată asociat de către tatăl său în 1136. Titlul a fost confirmat de către regele Conrad al III-lea al Germaniei, care se căsătorise cu sora sa. Pe de altă parte, ducele Waleran de Lotharingia lăsase un fiu, Henric al II-lea de Limburg, care pretindea drepturile ducale ale tatălui său. Godefroi și Henric au început un război, în care cel din urmă a fost imediat înfrânt în mod decisiv. Însă Godefroi nu s-a bucurat multă vreme de victoria sa. El a fost răpus de către o boală de ficat după numai doi ani. El a fost înmormântat în biserica Sfântului Petru din Louvain.
Godefroi a fost căsătorit cu Luitgarda, fiica lui Berengar al II-lea de Sulzbach și soră cu Gertruda de Sulzbach, soția lui Conrad al III-lea, și cu Bertha, soția împăratului Manuel I Comnen, împăratul Bizanțului. El a fost succedat de fiul său, Godefroi al III-lea atât în comitatele sale, cât și în ducat.